# POP BRIO
POP BRIO ist ein slowenischer privater Fernsehsender, welcher am 3. September 2010 den Sendebetrieb aufnahm und TV Pika ersetzte. Neben POP BRIO betreibt die Central European Media Enterprises in Slowenien noch die Sender Pop TV und Kanal A.
Das Programm ist auf ein breites Publikum ausgerichtet mit einem Schwerpunkt auf Frauen im Alter von 18 bis 34 und besteht aus Serien, Spielfilmen, Reality-Shows und Eigenproduktionen.

## Sendungen
- Brothers & Sisters
- Desperate Housewives
- Dharma & Greg
- Eastwick
- Good Wife
- Gossip Girl
- Grey’s Anatomy
- O.C., California
- Pushing Daisies
- Schatten der Leidenschaft
- Three Rivers Medical Center
- Trust Me